# 寰樞關節
寰樞關節是一個位於頸的上部，並且在第一節和第二節頸椎之間的關節。第一節頸椎叫做寰椎，第二節頸椎叫做樞椎。寰樞關節是一個樞軸關節。
寰樞關節本身結構複雜。其包含不少於四塊不同的關節。
在樞椎齒狀突和寰椎前弓與寰椎橫向韌帶形成的環狀帶之間，有一個樞軸關節。